# Elin Wägnerová
Elin Matilda Elisabet Wägnerová (16. května 1882 Lund – 7. ledna 1949) byla švédská spisovatelka, novinářka, feministka, ochránkyně životního prostředí a pacifistka. Od roku 1944 byla členkou Švédské akademie, kam byla přizvána po sepsání biografie Selmy Lagerlöfové. Její knihy a články se zaměřují na témata ženské emancipace, občanských práv, volebního práva pro ženy, mírového hnutí, sociální péče a znečištění životního prostředí. Nejvíce se proslavila svou angažovaností v hnutí za volební právo žen ve Švédsku. Spolu s Fredrikou Bremerovou je často považována za nejdůležitější a nejvlivnější průkopnici feminismu ve Švédsku. Byla zakládající redaktorkou politického týdeníku Tidevarvet a v letech 1924 až 1927 jej vedla. Mezi její nejpopulárnější romány patří Norrtullsligan (Muži a jiná neštěstí) z roku 1908. V roce 1923 získala literární ocenění Velká cena Devíti. V letech 1910 až 1922 byla vdaná za literárního kritika Johna Landquista.